# Kotka na gorącym blaszanym dachu (film)

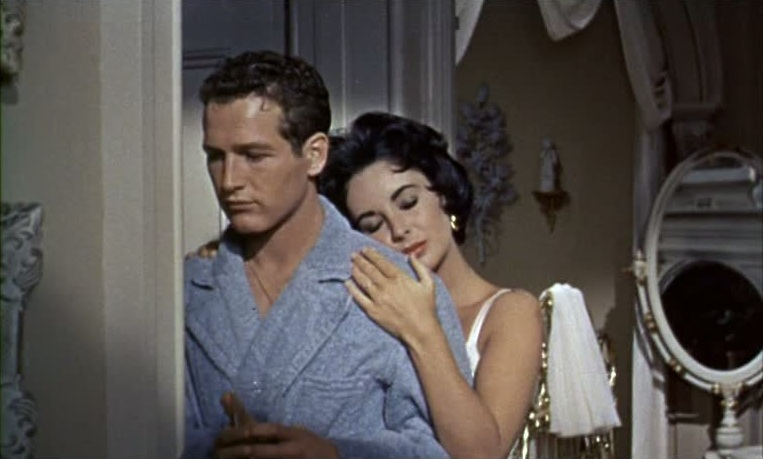
Scena z filmu

Kotka na gorącym blaszanym dachu (ang. Cat on a Hot Tin Roof) – film fabularny produkcji amerykańskiej z 1958 w reżyserii Richarda Brooksa, oparty na motywach sztuki Tennessee Williamsa pod tym samym tytułem z 1955 roku.

## Opis fabuły
Zamożny właściciel ziemski Harvey Pollitt (Burl Ives) obchodzi urodziny. Z tej okazji odwiedzają go synowie – Brick (Paul Newman) i Gooper (Jack Carson) z rodzinami. Pollitt ma raka. Gooper i jego żona Mae (Madeleine Sherwood) czekają na śmierć ojca i spadek, Brick, były gwiazdor futbolu i alkoholik, jest żonaty z Maggie (Elizabeth Taylor). Małżeństwo to przechodzi ciężkie chwile. Jednak to Brick jest osobą, której nie zależy na fortunie ojca.

## Obsada
- Elizabeth Taylor jako Margaret „Maggie/Kotka Maggie” Pollitt
- Paul Newman jako Brick Pollitt, mąż Margaret
- Burl Ives jako Harvey „Big Daddy” Pollitt, teść Margaret oraz ojciec Coopera i Bricka
- Judith Anderson jako Ida „Big Mama” Pollitt, teściowa Margaret oraz matka Coopera i Bricka
- Jack Carson jako Cooper „Gooper” Pollitt, brat Bricka i szwagier Margaret
- Madeleine Sherwood jako Mae Flynn Pollitt, szwagierka Bricka i Margaret
- Larry Gates jako doktor Baugh
- Vaughn Taylor jako Deacon Davis

i inni